# Sent Martin de Gurçon
Sent Martin de Gurçon (en francès Saint-Martin-de-Gurson) és un municipi francès situat al departament de la Dordonya i a la regió de la Nova Aquitània.

## Demografia
| 1962                                       | 1968 | 1975 | 1982 | 1990 | 1999 | 2007 |
| ------------------------------------------ | ---- | ---- | ---- | ---- | ---- | ---- |
| 604                                        | 537  | 480  | 526  | 559  | 555  | 571  |
| Des de 1962: població sense dobles comptes |      |      |      |      |      |      |

## Administració
| Període   | Identitat        | Partit |
| --------- | ---------------- | ------ |
| 2001-2008 | Michel Bossamot  |        |
| 2008-     | Jean-Louis Goyer |        |